# Le Complice d'Iznogoud
Le Complice d'Iznogoud est le dix-huitième album de la série de bande dessinée Iznogoud, et a été publié en 1985. Il est dessiné et scénarisé par Jean Tabary.

## Synopsis
Un personnage apparait dans la flamme d'un cracheur de feu et se met à la recherche du calife, qu'il croit être Iznogoud. Quand il découvre que celui-ci est toujours grand vizir, il le rapporte au grand maître qui s'étonne de ce fait. Quelques jours plus tard et alors qu'une fée, la fée Olé, apparait à la suite de certaines insultes proférées, Iznogoud est enlevé et amené en tapis volant dans un volcan éteint auprès du maître, qui lui donne dix jours pour réussir et l'informe de l'aide à venir d'un complice. 
S'ensuit une série de malentendus sur l'identité de celui-ci, alors que la fée Olé réapparait régulièrement, avec un vêtement de moins à chaque fois. Après l'échec de tous ces plans, le maître réapparaît et lui révèle que le complice était la fée Olé, utilisée à chaque fois précédente pour d'autres vœux. Iznogoud se souvient alors de l'insulte magique, mais il est trop tard pour demander à la fée Olé -nue pour sa dernière apparition- de devenir calife; elle ne peut pas non plus faire disparaitre le maître. Iznogoud s'en sort finalement en faisant disparaitre son souvenir de la mémoire de Satan.